# Comtat de Vílnius
El comtat de Vílnius (en lituà: Vilniaus apskritis) és una divisió administrativa de Lituània. La capital és Vílnius. El comtat se sotsdivideix en 6 districtes municipals, 1 municipi i 1 ciutat:
- Districte municipal de Šalčininkai
- Districte municipal de Širvintos
- Districte municipal de Švenčionys
- Districte municipal de Trakai
- Districte municipal d'Ukmergė
- Districte municipal de Vílnius
- Municipi d'Elektrėnai
- Ciutat municipal de Vílnius